# 上思梭罗
上思梭罗（学名：Reevesia shangszeensis）为梧桐科梭罗树属下的一个种。